# Khâmerernebty Ire
Pour les articles homonymes, voir Khâmerernebty.
Khâmerernebty Ire est une fille de Khéops et la femme de Khéphren avec lequel elle engendre Mykérinos et Khâmerernebty II.
Les titres de Khâmerernebty Ire sont :
- « Grande des louanges » (wrt-hzwt),
- « Grande du hetes-sceptre » (wrt-hetes),
- « Celle qui voit Horus et Seth » (m33t-hrw-stsh),
- « Mère du roi du double pays » (mwt-niswt-biti),
- « Fille du Dieu » (s3t-ntr),
- « Prêtresse de Thot » (hmt-ntr-dhwty),
- « Prêtresse de Tjazepef » (hmt-ntr-t3-zp.f),
- « Épouse du roi, sa bien-aimée » (hmt-nisw meryt.f),
- « Fille du roi » (s3t-nisw).

## Généalogie
Son père est le roi Khéops mais le nom de sa mère n'est pas connue.
Elle épouse son frère ou demi-frère Khéphren, même s'il n'y a pas d'inscriptions qui la mentionnent explicitement comme épouse de ce roi, avec lequel elle engendre le futur roi Mykérinos et la future reine Khâmerernebty II.

## Sépulture
Le tombeau de Galarza à Gizeh fut probablement construit à l'origine pour Khâmerernebty Ire, mais fut achevé pour sa fille Khâmerernebty II. Les inscriptions de cette tombe sont une source importante d'informations sur Khâmerernebty Ire. Le linteau au-dessus de l'entrée de la chapelle comprenait une inscription mentionnant à la fois Khâmerernebty Ire et sa fille Khâmerernebty II :

« Mère du Roi de Haute et Basse-Égypte, Fille du Roi de Haute et Basse-Égypte, et Fille du Dieu, Celle qui voit Horus et Seth, Grande du sceptre-Hétès, Grande louange, Prêtresse de Djehouty (Thot), Prêtresse de Tjasepef, Grande Épouse du Roi, Fille du roi de son corps, la Vénérée Maîtresse, honorée par le Grand Dieu, Khamerernebty (I).

Sa fille aînée, Celle qui voit Horus et Seth, Grande des sceptre-Hétès, Grande louange, Prêtresse de Djehouty (Thot), Prêtresse de Tjazepef, Une qui est assise avec Horus, Celle qui est unie à la bien-aimée des Deux Dames, Grande Épouse du Roi, La Fille du roi de son corps, La Vénérée Maîtresse, Honorée par son père, Khamerernebty (II). »

— Gae Callender et Peter Jánosi
Un prêtre nommé Nimaetrê est mentionné dans le tombeau de Galarza, et son tombeau voisin fait référence à la reine-mère.
Michel Baud suggère qu'un tombeau anonyme taillé dans la roche découvert par Selim Hassan au sud de la tombe de Râouer pourrait avoir appartenu à la reine Khâmerernebty Ire. Gae Callender et Peter Jánosi s'opposent à cette identification pour diverses raisons.